# Позитивізм
Позитиві́зм (лат. positivus — позитивний) — філософське вчення і напрям в методології науки, що визначає єдиним джерелом справжнього знання емпіричне наукове дослідження, а не філософське пізнання.
У філософії позитивізм — це концепція, яка зазначає, що людське мислення проходить три етапи розвитку: теологічний (релігійний), метафізичний (філософський) та позитивний (науковий). Вперше ця концепція була сформована Оґюстом Контом у 30-х роках XIX століття. У своїй основній праці «Курс позитивної філософії» (1842) Конт запропонував концепцію, за якою істинне знання про світ є результатом конкретних наук, очищених від гуманітарних інтерпретацій, які, на його думку, є безпідставними і неістиними.
Позитивістський підхід відіграв значну роль у розвитку філософії науки в XX столітті продовжує зберігати свій вплив у XXI сторіччі.

## Етапи
В еволюції філософії позитивізму можна виділити кілька етапів.

### Перший позитивізм
Перший, початковий позитивізм, представниками якого були Оґюст Конт, Джон Стюарт Мілль, Герберт Спенсер, Еміль Літтре, П'єр Лаффітт, І. Тен, Ернест Ренан та інші, склався в 19 ст. Передумовою виникнення  позитивізму був стрімкий розвиток науки: математики, фізики, хімії, біології. Теоретичним джерелом позитивізму виступало Просвітництво з його вірою у всемогутність розуму. Позитивізм також суттєво опирався на емпіризм Локка та Г'юма.
Програма початкового позитивізму зводилася до таких засад:
- пізнання необхідно звільнити від усякої філософської інтерпретації;
- вся традиційна філософія повинна бути скасована і змінена спеціальними науками (кожна наука сама собі філософія);
- у філософії необхідно прокласти третій шлях, який подолав би суперечність між матеріалізмом та ідеалізмом.
- вивчення людського суспільства теж можна і потрібно проводити науковими методами.

Ці та інші положення були викладені Оґюстом Контом у роботі «Курс позитивної філософії» та Гербертом Спенсером у 10-томнику «Синтетична філософія». Оґюст Конт був засновником соціології - науки, що вивчає суспільство.

### Другий позитивізм, емпіріокритицизм, махізм
Другий позитивізм, або емпіріокритицизм, виріс із першого. Його відомими представниками були австрійський фізик Ернст Мах, німецький філософ Ріхард Авенаріус, французький математик Анрі Пуанкаре.
Вони звернули увагу на факт релятивності (тобто відносності) наукового знання і зробили висновок про те, що наука не дає істинної картини реальності, а надає лише символи, знаки практики. Заперечується об’єктивна реальність наших знань. Філософія зводиться до теорії пізнання, відірваної від світу.

### Третій позитивізм, неопозитивізм
Третя форма позитивізму — неопозитивізм, має два різновиди: логічний (інакше — емпіричний) позитивізм і семантичний. Предметом філософії, на думку логічних позитивістів, повинна бути логіка науки, логіка мови, логічний аналіз речень, логічний синтаксис мови. Другий різновид неопозитивізму сприяв розвитку семантики. Цей напрям визначає нову головну роль у всіх сферах діяльності. Усі соціальні колізії обумовлені недосконалістю мови та людського спілкування. Був репрезентований німецько-американськими філософами Рудольфом Карнапом ( 1891-1970) та Гансом Райхенбахом (1891 - 1953).
Представники: Бертран Рассел, Альфред Тарський, Карл Поппер, Людвіг Вітгенштайн та інші.
Неопозитивізм, представлений аналітичною філософією (Віллард Ван Орман Квайн, Карл Поппер, Казімеж Айдукевич, Ян Лукашевич, Тадеуш Котарбінський, Гілберт Райл, Дж. Віздом, П. Строссон, Дж. Остин, М. Блек, Н. Малкольм, Н. Гудмен, А. Пап та ін.) і віденським гуртком, на основі якого оформився логічний позитивізм (Моріц Шлік, Рудольф Карнап, Отто Нейрат, Фрідріх Вайсманн, Герберт Фейгль, Ганс Ган, Віктор Крафт, Ф. Кауфман, Курт Гедель та інші).

### Постпозитивізм
Сучасний позитивізм — це позитивізм, у рамках якого очікується очевидна тенденція до пом'якшення вихідного методологічного радикалізму й установка на аналітику ролі соціокультурних чинників у динаміці науки (Томас Кун, Імре Лакатош, Тулмін, Фейєрабенд, аналітична філософія, віденський гурток). Він висуває так звану методологію дослідницьких програм, ідеї гуманізації науки, теоретичного плюралізму і історичного контексту науки.

## Критика
Марксизм-ленінізм критикував позитивізм передусім за відмову від матеріалізму, відносячи його до буржуазного ідеалістичного напрямку в філософії. Позитивісти відмовлялися давати однозначну відповідь на так зване основне питання філософії про первинність матерії або духу, вважаючи постановку питання метафізикою. Позитивістів цікавить не онтологія, а в першу чергу епістемологія та гносеологія — розділи філософії, присвячені аналізу знання та пізнання, відповідно.
Історично позитивізм найбільше критикували за редукціонізм, тобто за віру в те, що всі процеси можна звести до фізіологічних, фізичних чи хімічних, а соціальні процеси зводяться до дій індивідів та стосунків між ними.
Макс Горкгаймер критикував класичне формулювання позитивізму з двох позицій. Перш за все він стверджував, що позитивізм неправильно подає дії людей в суспільстві. На думку Горкгаймера позитивізм не враховує, наскільки його висновки щодо суспільного життя є продуктами власної соціальної та історично зумовленої свідомості позитивістів. Позитивісти вважають, що об'єкт їхнього дослідження існує незалежно й об'єктивно, а тому не беруть до уваги ролі спостерігача в формуванні цього об'єкту. По-друге, Горкгаймер звинувачував позитивістів у консервативності, в сприянні збереження статусу-кво, у відмові від намагання змінити ситуацію. Саме завдяки цим рисам його підхід популярний в певних політичних колах. З іншого боку, Горкгаймер підкреслював, що його власна критична теорія містить рефлексивний елемент, якого бракує позитивістам.

## Виноски
1. ↑  Alan Bullock and Stephen Trombley, [Eds] The Fontana Dictionary of Modern Thought, London: Harper-Collins, 1999, pp.669-737
2. 1 2  Fagan, Andrew. Theodor Adorno (1903-1969). Internet Encyclopedia of Philosophy. Архів оригіналу за 24 лютого 2012. Процитовано 24 лютого 2012.